# Xenopus longipes
Xenopus longipes är en groddjursart som beskrevs av Catherine Loumont och Hans Rudolf Kobel 1991. Xenopus longipes ingår i släktet Xenopus och familjen pipagrodor. IUCN kategoriserar arten globalt som akut hotad. Inga underarter finns listade i Catalogue of Life.

## Bildgalleri

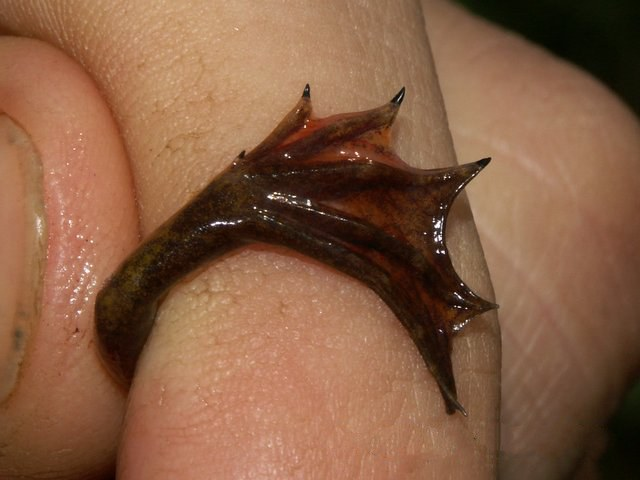
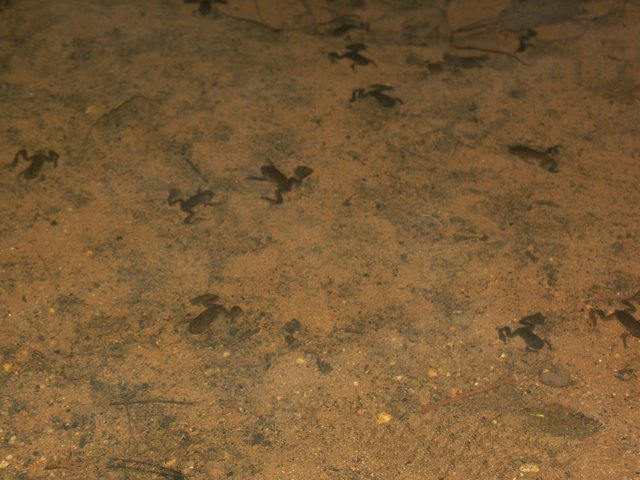
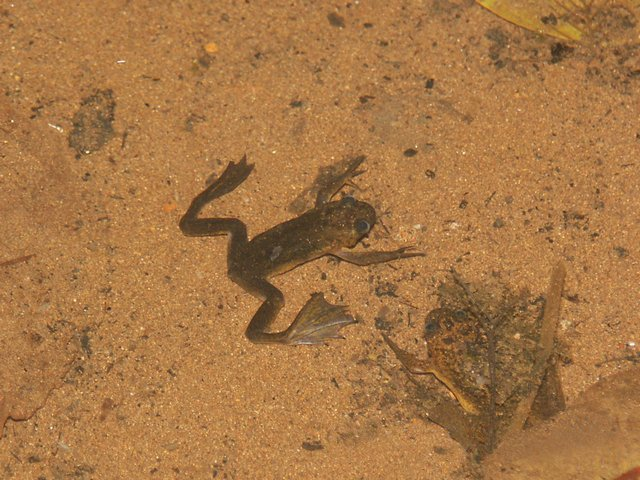